# فرانسیس هیلیگن
فرانسیس هیلیگن (انگلیسی: Francis Heylighen؛ زادهٔ ۲۷ سپتامبر ۱۹۶۰) دانشمند در زمینه سایبرنتیک اهل بلژیک است.